# Єллоу-Медісін (округ, Міннесота)
Шаблон:StateAbbr_ 44°43′ пн. ш. 95°52′ зх. д. / 44.72° пн. ш. 95.86° зх. д.
Округ Єллоу-Медісін (англ. Yellow Medicine County) — округ (графство) у штаті Міннесота, США. Ідентифікатор округу 27173.

## Історія
Округ утворений 1871 року.

## Демографія
За даними перепису
2000 року
загальне населення округу становило 11080 осіб, зокрема міського населення було 2021, а сільського — 9059.
Серед мешканців округу чоловіків було 5490, а жінок — 5590. В окрузі було 4439 домогосподарств, 2974 родин, які мешкали в 4873 будинках.
Середній розмір родини становив 3,01.
Віковий розподіл населення поданий у таблиці:
| Стать    | До 15 років | 15-21 | 22-29 | 30-39 | 40-49 | 50-65 | 65-85 | Понад 85 |
| -------- | ----------- | ----- | ----- | ----- | ----- | ----- | ----- | -------- |
| Чоловіки | 1166        | 613   | 409   | 638   | 889   | 842   | 808   | 125      |
| Жінки    | 1070        | 529   | 367   | 682   | 759   | 847   | 1043  | 293      |

## Суміжні округи
- Лак-кі-Парл — північ
- Чиппева — північний схід
- Ренвілл — схід
- Редвуд — південний схід
- Лайон — південь
- Лінкольн — південний захід
- Дул, Південна Дакота — захід

## Виноски
1. ↑  US Decennial Census. US Census Bureau. Архів оригіналу за 19 липня 2018. Процитовано 25 жовтня 2014.
2. ↑  Historical Census Browser. University of Virginia Library. Архів оригіналу за 11 серпня 2012. Процитовано 25 жовтня 2014.
3. ↑  Population of Counties by Decennial Census: 1900 to 1990. US Census Bureau. Архів оригіналу за 4 серпня 2014. Процитовано 25 жовтня 2014.
4. ↑  Census 2000 PHC-T-4. Ranking Tables for Counties: 1990 and 2000 (PDF). US Census Bureau. Архів оригіналу (PDF) за 18 грудня 2014. Процитовано 25 жовтня 2014.
5. ↑  State & County QuickFacts. Бюро перепису населення США. Архів оригіналу за 26 січня 2016. Процитовано 1 вересня 2013. [Архівовано 2011-07-17 у Wayback Machine.](англ.) Наведено за англійською вікіпедією.
6. ↑  American FactFinder. Бюро перепису населення США. Архів оригіналу за 26 лютого 2012. Процитовано 31 січня 2008. [Архівовано 2008-05-21 у Wayback Machine.]

| США | Це незавершена стаття з географії США. Ви можете допомогти проєкту, виправивши або дописавши її. |